# Baudisson Island
Baudisson Island, in der deutschen Kolonialzeit Baudissininsel genannt, ist eine Insel, die zu der Provinz New Ireland von Papua-Neuguinea gehört. Administrativ ist sie Teil des Distrikts Kavieng. Die etwa einen Quadratkilometer große Insel liegt fünf Kilometer westlich von Cape Masala, dem äußerst westlichen Ausläufer Neuirlands, der Hauptinsel der Provinz. Sie ist etwa 1 km breit, 1,1 km lang und überwiegend von Flachland mit andesitischen Erhebungen von Korallenkalken geprägt.
Weiterhin liegt die Insel etwas nördlich der größeren Manne Island und getrennt durch die zwei Kilometer breite Meeresstraße Steffen-Straße östlich von Selapiu Island. Baudisson Island, sowie die sie umgebenden kleineren Inseln zwischen Lavongai (deutsch Neuhannover, englisch New Hanover) und Neuirland, wurden in der deutschen Kolonialzeit Straßen-Inseln genannt. Auf der Insel befindet sich eine Plantage.